# 相殺関税
相殺関税（そうさいかんぜい、英：Countervailing duties）とは、貿易相手国の輸出補助金を伴って輸入された財に賦課される関税のこと。輸出補助金を相殺する関税であることを明示するために補助金相殺関税と表記されることもある。英語の頭文字をとってCVDsと書かれることもある。

## 概要
相殺関税は、貿易相手国が輸出補助金を利用して自国への輸出を促進した結果、自国の輸入産業が経済的打撃を受けたときに、輸入国が自国経済を保護する目的で課される。国際貿易機関（WTO）のルールの下では、輸入国は輸出補助金の有無を調査した上で、関税及び貿易に関する一般協定（GATT）の第5条と補助金及び相殺措置に関する協定（Agreement on Subsidies and Countervailing Measures、以下相殺措置協定）を基に追加的な関税を賦課するかどうかを決定する。
相殺関税を賦課するには、
- 輸出補助金を受けた財の輸入があること。
- 輸入によって国内産業が損害を受けており、輸入と損害の間に因果関係があること。
- 損害を受けた国内産業を保護する必要があること。

の要件を満たさなければならない。尚、相殺関税の対象になるのは「輸出が行われることに基づいて交付される補助金」、「輸入物品よりも国産物品を優先して使用することに基づいて交付される補助金」である。また、研究活動や高等教育に対する補助金、民間航空機に対する補助金、地域開発のための補助金などの輸出と直接的には関連のない補助金は相殺措置の対象にならない。ただし、国内生産を奨励するような補助金で、輸出を直接増加させるようなものではなくても、輸入国に甚大な損害を与えていると認められる場合は相殺関税措置が認められる。

## 経済学的な説明
寡占市場において、政府が自国の輸出企業の利潤最大化を目指す場合、輸出補助金によって貿易パターンや資源配分が歪められ、すべての輸出国の利得が低下する囚人のジレンマの状態になることがある。こうした理由から、自国に利益を誘導するような輸出補助金は禁止されている。

## 運用実績
日本は1995年以降1件しか相殺関税措置を発動していない。相殺関税措置が発動された唯一のケースは、大韓民国ハイニックス社製DRAMに対してであり、2004年にエルピーダメモリとマイクロンジャパンから申請があり、2006年に措置を発動、2008年に撤廃されている。
1982年に日本紡績協会がパキスタン産綿糸に対して相殺関税措置の発動を申請しているが、1984年に対象となった補助金が撤廃されたことを理由に申請が取り下げられている。1984年に日本フェロアロイ協会がブラジル産フェロシリコンに対して相殺関税措置の発動を申請しているが、ブラジルによる輸出自主規制を理由に申請が取り下げられている。

## アメリカのケース
アメリカの場合は、商務省の国際貿易局が国内輸入産業への影響の程度、貿易相手国による輸出補助金の有無について調査する。調査の結果、国内産業への打撃と輸出補助金の存在が確認されれば、税関に対して補助金を相殺する程度の関税を課すように要請する。国内輸入産業を救済するような政策を実施するよう請願を行われることもあるが、そのような請願を行うには、請願を行う生産者全体で国内生産の25%以上を生産していなければならない。補助金の存在を立証することが難しいことから、アンチ・ダンピング関税措置やセーフガードに比べて運用件数が少ない。
アルゼンチン産バイオディーゼルが輸出補助金を伴っており、アメリカの国内産業に打撃を与えていることが認定され、2018年から2022年まで72%の相殺関税が賦課されている。これに対して、アルゼンチンは輸出補助金を廃止し、バイオディーゼルに8%の輸出税を課している。

## 世界的な運用実績
経済産業省によると、1995年から2020年までの相殺関税措置発動件数はアメリカが最も多く173件、次いでEUが45件となっている。発動件数の上位11か国は以下の通りである。
| 国             | 件数 |
| -------------- | ---- |
| アメリカ       | 173  |
| EU             | 45   |
| カナダ         | 36   |
| オーストラリア | 16   |
| メキシコ       | 11   |
| インド         | 11   |
| ブラジル       | 10   |
| 中国           | 10   |
| ペルー         | 7    |
| 南アフリカ     | 5    |
| 台湾           | 5    |

一方、相殺関税措置の被発動件数は中国が最も多く129件、次いでインドの56件、韓国の15件となっている。被発動件数上位10か国は以下の通りである。
| 国           | 件数 |
| ------------ | ---- |
| 中国         | 129  |
| インド       | 56   |
| 韓国         | 15   |
| インドネシア | 13   |
| アメリカ     | 12   |
| トルコ       | 12   |
| EU           | 12   |
| イタリア     | 11   |
| ブラジル     | 10   |
| ベトナム     | 9    |